# Andrei Bădescu
Andrei Octavian Bădescu (n. 12 februarie 1985, Craiova, România) este un fotbalist român care în prezent este liber de contract.

## Carieră

### U Craiova
Bădescu și-a început cariera în orașul său natal, Craiova, la Universitatea, în Liga I. A jucat pentru echipa de juniori în 1998 și după un an a fost chemat la echipa Under-21, de unde a prins și prima echipă de câteva ori.

### CFR Craiova
În vara lui 2000 a părăsit Universitatea pentru CFR Craiova, echipă din Liga a IV-a care, cu Bădescu jucând 27 de meciuri, a reușit să obțină promovarea în Liga a III-a.

### Extensiv Craiova
Doi ani mai târziu a fost transferat la Extensiv Craiova în Liga a II-a, dar a jucat doar 4 meciuri.

### Întoarcerea la CFR
După opt luni la Extensiv Craiova, Bădescu a decis să se întoarcă la cealaltă echipă din Craiova, CFR, care evolua în Liga a III-a, unde a jucat 35 de meciuri și a fost ales cel mai bun jucător Under-21.

### Împrumutul la Bellinzona
După un sezon și jumătate petrecut la CFR Craiova, AC Bellinzona l-a împrumutat însă, din cauza unor accidentări nu a putut juca niciun meci pentru echipa elvețiană.

### Întoarcerea în România
După împrumutul în Elveția, Bădescu a revenit în România la Școala de Fotbal Gică Popescu, în Liga a III-a unde a jucat 30 de meciuri.

### Școala de Fotbal Marcel Baban
În 2006 s-a transferat la Școala de Fotbal Marcel Baban din Liga a III-a unde a evoluat 36 de meciuri și a fost numit cel mai bun portar al ligii.

### FC Botoșani
În iunie 2007 a semnat cu echipa din Liga a II-a FC Botoșani, unde a jucat 7 meciuri amicale, dar s-a accidentat foarte grav și nu a mai putut evolua tot restul sezonului.

### Montreal Impact
Bădescu a semnat cu Montreal Impact în Canada unde era, de obicei, a treia opțiune. Acesta a câștigat cu echipa din Montreal USSF D2 Pro League. Acesta a semnat un contract cu echipa din Canada pentru încă 2 sezoane.

### Împrumutul la Trois-Rivières Attak
După ce a câștigat USSF D2 Pro League cu Montreal Impact, acesta a fost împrumutat la academia din Montreal unde a jucat o finală contra lui Serbian White Eagles.

### Întoarcerea la Montreal Impact
După ce s-a terminat împrumutul, Bădescu a decis împreună cu oficialii de la Montreal Impact să i se rezilieze contractul din cauza unor accidentări multiple, devenind liber de contract.